# Marie-Francine
Pour plus de détails, voir Fiche technique et Distribution.
Marie-Francine est un film français co-écrit et réalisé par Valérie Lemercier, sorti en 2017.

## Synopsis
Abandonnée par son mari, renvoyée de son travail de chercheuse moléculaire, Marie-Francine, cinquante ans, est obligée de retourner chez ses parents dans le quartier de l'avenue Paul-Doumer du 16e arrondissement parisien. Ils l'incitent à créer/reprendre une petite boutique voisine de cigarettes électroniques où elle rencontre Miguel, chef d'un restaurant adjacent qui est dans une situation similaire à la sienne.

## Fiche technique
Sauf indication contraire, les informations mentionnées dans cette section peuvent être confirmées par la base de données cinématographiques IMDb,  présente dans la section « Liens externes ».
- Titre français : Marie-Francine
- Réalisation : Valérie Lemercier
- Scénario : Valérie Lemercier et Sabine Haudepin
- Production : Rectangle Productions et TF1 Films Production
- Société de distribution : Gaumont Distribution
- Pays d'origine :   France
- Langue originale : français
- Genre : comédie
- Durée : 95 minutes
- Budget : 9 849 830 €
- Entrées France : 883 778
- Dates de sortie : 
  - France 31 mai 2017 (à Paris)

## Distribution
- Valérie Lemercier : Marie-Francine Legay divorcée de Emmanuel Doublet / Marie-Noëlle Legay plus extravertie voire snob (sœurs jumelles)
- Patrick Timsit : Miguel Marão
- Hélène Vincent : Annick Legay, dite Dadick, la mère de Marie-Francine
- Philippe Laudenbach : Pierric Legay, dit Papick, le père de Marie-Francine
- Denis Podalydès : Emmanuel Doublet, l'ex-mari de Marie-Francine
- Nadège Beausson-Diagne : Nadège, la collègue de Miguel
- Philippe Vieux : Aymeric
- Géraldine Martineau : Anaïs, la collègue de Miguel
- Xavier Lemaître : Youyou, le compagnon de Nadège
- Pierre Vernier : le client au chapeau
- François Bureloup : l'agent immobilier
- Jean-Luc Porraz : le médecin du travail
- Loïc Legendre : Xavier, le patron de Miguel
- Lourdes Marrao : la mère de Miguel
- Francisco dos Santos : le père de Miguel
- Danièle Lebrun : Solange, l'amie des parents de Marie-Francine
- Patrick Préjean : Michel, l'ami des parents de Marie-Francine
- Louise Blachère :	La jeune violoncelliste
- Stéphane Bissot : Christelle, la femme échangiste
- Jean-Christophe Quenon : Philippe, l'homme échangiste
- Nanou Garcia : la cliente
- Stéphane Foenkinos : le prétendant gay de Marie-Francine
- Marie Petiot : Clémence, fille de Marie-Francine et Emmanuel
- Anna Lemarchand : Margot, fille de Marie-Francine et Emmanuel
- Simon Perlmutter : Hélio, le fils de Miguel
- Nicolas de Lavergne : le client ivre
- Marie Barraud : Caroline

## Autour du film
- Trois semaines de tournage ont pris place dans un grand appartement de Bry-sur-Marne dans le Val-de-Marne (l'appartement des parents de Marie-Francine, censé se situer dans le quartier de l'avenue Paul-Doumer du 16e arrondissement parisien tout comme la boutique de vaporettes et le restaurant voisin où cuisine Miguel. Mais les extérieurs semblent bien avoir été filmés dans ledit huppé quartier de Paris, une scène dans le hall d'entrée de l'immeuble permet de le situer au 69 rue de la Faisanderie).
- À deux reprises dans le film, Valérie Lemercier exprime son exaspération devant le succès populaire du film Les Choristes.
- On peut voir pendant un court instant une télévision allumée diffusant un épisode de Columbo. Il s'agit de l'épisode 2 de la saison 6 Meurtre à l'ancienne (Old Fashioned Murder en version originale).
- Durant le film, on entend plusieurs extraits musicaux et de chansons, entre autres de Georges Moustaki, Julio Iglesias, Amália Rodrigues, Charles Aznavour et Michel Legrand en fin de film. La chanson L'amour c'est comme une cigarette de Sylvie Vartan est la chanson finale.

## Critiques
- Télérama estime que « la plus jolie réussite de Marie-Francine est la mise en scène des parents » et que « derrière la comédie, la nostalgie pour la vie de famille, infernale et tendre, fait naître une émotion vraie »[1].
- Le Figaro Magazine juge au sujet du film : « Les rares bonnes idées se perdent dans un scénario sans grand relief, et Valérie Lemercier se démène aux côtés d'un Patrick Timsit trop gentil et d'une Hélène Vincent qui, en mère déconnectée, a parfois tendance à en faire trop[2]. »
- Première déplore un film qui « ronronne » et une « réalisatrice qui ne prend (...) aucun risque »[3].
- Au Masque et la Plume de France Inter, Alain Riou décrit « un film chaleureux » avec des acteurs « délicieux »[4].